# Zan Coulibaly
Zan Coulibaly est une commune rurale du Mali, dans le cercle de Dioïla et la région de Koulikoro. Elle a pour chef-lieu la localité de Marka-Coungo.

## Villages
La commune s'étend sur 9 villages relevés lors du recensement général de 2009. 
- Marka Coungo (6 019 habitants) ;
- Korokoro (3 118 habitants) ;
- Zantiguila (2 837 habitants).

## Liens
- Commune rurale de Zan Coulibaly, plan de sécurité alimentaire 2008-2012 (Reliefweb)